# Несовместимость Си и C++
Несовместимость Си и C++ — особенности языков программирования C++ и Си, затрудняющие перенос кода на языке Си на C++.
Несмотря на то, что C++ создавался как потомок достандартизированного Си, и по большей части был совместим с ним на тот момент на уровне исходного кода и компоновки, Си не является подмножеством C++, поэтому нетривиальные программы на Си не будут компилироваться на C++ без изменений. При этом средства разработки для обоих языков (такие, как среды разработки и компиляторы) часто интегрируются в один продукт, при этом программист может выбрать Си или C++ в качестве языка исходного кода.
Также C++ вводит множество возможностей, недоступных в Си, и на практике почти весь код, написанный на C++, не соответствует коду на Си.
Наибольшей сложностью является то, что соответствующий си-код оказывается неправильно написанным (англ. ill-formed) кодом на C++ либо, даже будучи корректным на обоих языках, может вести себя по-разному на Си и C++.
Создатель C++ Бьёрн Страуструп предлагал бороться с несовместимостью языков. Ряд других авторов утверждает, что, поскольку Си и C++ — это два разных языка, совместимость между ними полезна, но не жизненно важна; согласно их мнению, усилия по уменьшению несовместимости не должны препятствовать попыткам улучшить каждый язык в отдельности. Третьи утверждают, что почти каждая синтаксическая ошибка, которую можно допустить в Си, была пересмотрена в C++ таким образом, чтобы порождать компилируемый, хоть не обязательно корректный код. Официальное обоснование стандарта C 1999 года (C99) «поддерживает принцип сохранения наибольшего общего подмножества» между C и C++, «сохраняет при этом различия между ними и позволяет развиваться отдельно», там также утверждается, что авторы были «довольны тем, что C++ стал большим и амбициозным языком».
Некоторые нововведения стандарта C99 не поддерживаются в стандарте C++ или конфликтуют с отдельными возможностями C++, например, массивы переменной длины, собственные комплексные типы данных и квалификатор типа restrict. С другой стороны, C99 уменьшил некоторые другие несовместимости по сравнению с C89, включив такие функции C++, как однострочные комментарии //, а также смешение объявлений и кода.

## Конструкции, допустимые в Си, но не в C++
C++ применяет более строгие правила типизации (никаких неявных нарушений системы статических типов) и требования к инициализации (принудительная проверка во время компиляции, что у переменных в области видимости не нарушена инициализация, то есть невозможно вернуться к месту до объявления с явной или неявной инициализацией, если не считать блоки, в которые не управляющий поток не попадал), и поэтому некоторый допустимый код Си недопустим в C++. Обоснование этого приведено в Приложении C.1 к стандарту ISO C++.
Одно из часто встречающихся отличий заключается в том, что Си более слабо типизирован в отношении указателей. В частности, Си позволяет присваивать указатель void* любому типу указателя без приведения, в то время как C++ этого не позволяет; эта идиома часто встречается в коде на Си, использующем для выделения памяти malloc, или при передаче контекстных указателей в pthreads (POSIX API) и другие фреймворки, использующие обратные вызовы. Например, следующее допустимо в Си, но не в C++:
```
void
 
*
ptr
;

/* Неявное преобразование из void* в int* */

int
 
*
i
 
=
 
ptr
;

```

или аналогично:
```
int
 
*
j
 
=
 
malloc
(
5
 
*
 
sizeof
 
*
j
);
     
/* Неявное преобразование из void* в int* */

```

Чтобы заставить код компилироваться как на Си, так и на C++, необходимо использовать явное приведение типа следующим образом (с некоторыми предостережениями в отношении обоих языков):
```
void
 
*
ptr
;

int
 
*
i
 
=
 
(
int
 
*
)
ptr
;

int
 
*
j
 
=
 
(
int
 
*
)
malloc
(
5
 
*
 
sizeof
 
*
j
);

```

C++ имеет более сложные правила присваивания указателей, которые добавляют квалификаторы, поскольку C++ позволяет приводить int ** к const int *const *, но не допускает небезопасного присваивания const int **, в то время как Си не допускает ни того, ни другого (хотя компиляторы обычно выдают только предупреждение).
C++ изменяет некоторые функции стандартной библиотеки языка Си, добавляя дополнительные перегруженные функции с квалификатором типа const, например, strchr возвращает char* в Си, в то время как C++ поступает так, как если бы существовали две перегруженные функции const char *strchr(const char *) и char *strchr(char *).
C++ также более строг в преобразованиях в перечисления: целые числа не могут быть неявно преобразованы в перечисления, как в Си. Кроме того, константные перечисления (enum enumerators) всегда имеют тип int в C, тогда как в C++ они являются различными типами и могут иметь размер, отличный от размера int.
В C++ const-переменная должна быть инициализирована; в Си это необязательно.
Компиляторы C++ запрещают goto или switch пересекать инициализацию, как в следующем коде на C99:
```
void
 
fn
(
void
)

{

    
goto
 
flack
;

    
int
 
i
 
=
 
1
;

flack
:

    
;

}

```

Несмотря на синтаксическую корректность, функция longjmp() приводит к неопределённому поведению в C++, если пропущенные (англ. jumped-over) фреймы стека содержат объекты с нетривиальными деструкторами. Имплементация C++ может произвольно определять поведение таким образом, чтобы деструкторы вызывались. Однако это исключает некоторые варианты использования longjmp(), которые в противном случае были бы допустимы, например, реализация потоков или сопрограмм, переключающихся между отдельными стеками вызовов с помощью longjmp() — при переходе из нижнего стека вызовов в верхний в глобальном адресном пространстве деструкторы вызывались бы для каждого объекта в нижнем стеке вызовов. В Си такой проблемы не существует.
Си допускает несколько предварительных определений одной глобальной переменной в одной единице трансляции, что недопустимо в C++, так как это нарушение правила одного определения (англ. One Definition Rule, ODR).
```
int
 
N
;

int
 
N
 
=
 
10
;

```

В Си допустимо объявление нового типа с тем же именем, что и у struct, union или enum, но это недопустимо в C++, потому что в Си типы struct, union и enum должны указываться всякий раз, когда на этот тип ссылаются, тогда как в C++ все объявления таких типов неявно содержат typedef.
```
enum
 
BOOL
 
{
FALSE
,
 
TRUE
};

typedef
 
int
 
BOOL
;

```

Объявления функций без прототипов (в стиле Кернигана — Ритчи) недопустимы в C++; они по-прежнему действительны в Си, хотя были признаны устаревшими с момента первой стандартизации Си в 1990 году. «Устаревший» (англ. obsolescent) — это термин, которому даётся определение в стандарте ISO C, он означает языковую возможность, которая «может быть удалена в будущих версиях» стандарта. Аналогично, неявные объявления функций (использование функций, которые не были объявлены) не допускаются в C++ и являются недопустимыми в Си с 1999 года.
В Си прототип функции без аргументов, например int foo();, подразумевает, что аргументы не указаны. Следовательно, допустимо вызывать такую функцию с одним или несколькими аргументами , например foo(42, "hello world"). Напротив, в C++ прототип функции без аргументов означает, что функция не принимает аргументов, и вызов такой функции с аргументами является некорректным. В C правильный способ объявить функцию, которая не принимает аргументов, — это использовать 'void', как в int foo(void);, это также допустимо в C++. Пустые прототипы функций являются устаревшей (англ. deprecated) возможностью в C99 (как и в C89).
Как на Си, так и на C++ можно определить вложенные типы struct, но область действия интерпретируется по-разному: в C++ вложенный тип struct определяется только в пределах области видимости/пространства имён внешнего типа struct, тогда как в C внутренняя структура также определяется вне внешней структуры.
Си позволяет объявлять типы struct, union и enum в прототипах функций, в то время как C++ этого не делает.
C99 и C11 добавили в Си несколько дополнительных возможностей, которые не были включены в стандартный C++, таких как комплексные числа, массивы переменной длины (при этом комплексные числа и массивы переменной длины обозначены как необязательные расширения в C11), гибкий элемент массива, ключевое слово restrict, квалификаторы параметров массива, составные литералы (англ. compound literals) и назначенные инициализаторы.
Комплексная арифметика с использованием примитивных типов данных float complex и double complex были добавлены в стандарт C99 с помощью ключевого слова _Complex и макроса complex для удобства. В C++ арифметические действия с комплексными числами могут быть выполнены с использованием класса комплексных чисел, но эти два метода несовместимы на уровне кода (однако стандарты, начиная с C++11, требуют бинарной совместимости.)
Массивы переменной длины в C99 приводят к возможному вызову оператора sizeof не во время компиляции:
```
void
 
foo
(
size_t
 
x
,
 
int
 
a
[
*
]);
  
// Объявление VLA

void
 
foo
(
size_t
 
x
,
 
int
 
a
[
x
])

{

    
printf
(
"%zu
\n
"
,
 
sizeof
 
a
);
 
// То же, что и sizeof(int*)

    
char
 
s
[
x
 
*
 
2
];

    
printf
(
"%zu
\n
"
,
 
sizeof
 
s
);
 
// Будет выведено print x*2

}

```

Последний элемент структурного типа в стандарте C99 с более чем одним элементом может быть гибким элементом массива, который принимает синтаксическую форму массива с неопределённой длиной. Это служит цели, аналогичной массивам переменной длины, но массивы переменной длины не могут отображаться в определениях типов, и, в отличие от массивов переменной длины, элементы гибкого массива не имеют определенного размера. ISO C++ не имеет такой особенности. Например:
```
struct
 
X

{

    
int
 
n
,
 
m
;

    
char
 
bytes
[];

}

```

Квалификатор типа restrict, определённый в C99, не был включён в стандарт C++03, но большинство основных компиляторов, таких как GCC, Microsoft Visual C++ и Intel C++ Compiler, предоставляет аналогичную функциональность в качестве расширения.
Квалификаторы параметров массива в функциях поддерживаются в Си, но не в C++:
```
int
 
foo
(
int
 
a
[
const
]);
     
// аналогично int *const a

int
 
bar
(
char
 
s
[
static
 
5
]);
 
// отмечает, что s имеет длину не менее 5 символов

```

Функциональность составных литералов в Си обобщается как на встроенные, так и на пользовательские типы с помощью синтаксиса списочной инициализаци в C++11, хотя и с некоторыми синтаксическими и семантическими различиями:
```
struct
 
X
 
a
 
=
 
(
struct
 
X
){
4
,
 
6
};
  
// Аналогичным в C++ было бы X{4, 6}. Синтаксическая форма C, используемая в C99, поддерживается в качестве расширения в компиляторах GCC и Clang.

foo
(
&
(
struct
 
X
){
4
,
 
6
});
         
// Объект выделяется на стеке, и его адрес может быть передан функции. Не поддерживается в C++.

if
 
(
memcmp
(
d
,
 
(
int
 
[]){
8
,
 
6
,
 
7
,
 
5
,
 
3
,
 
0
,
 
9
},
 
n
)
 
==
 
0
)
 
{}
 
// Аналогичным в C++ было бы digits = int []; if (memcmp(d, digits{8, 6, 7, 5, 3, 0, 9}, n) == 0) {}

```

Назначенные инициализаторы для массивов допустимы только в Си:
```
char
 
s
[
20
]
 
=
 
{
 
[
0
]
 
=
 
'a'
,
 
[
8
]
 
=
 
'g'
 
};
  
// Допустимо в C, но не в C++

```

Функции, которые не возвращают значения, могут быть отмечены с помощью атрибута noreturn в C++, тогда как C использует другое ключевое слово.
C++ добавляет множество дополнительных ключевых слов для поддержки своих новых возможностей. Это делает код на C, использующий эти ключевые слова для идентификаторов, недопустимым в C++. Например, такой код:
```
struct
 
template

{

    
int
 
new
;

    
struct
 
template
*
 
class
;

};

```

является допустимым кодом на Си, но отклоняется компилятором C++, поскольку ключевые слова template, new иclass зарезервированы.

## Конструкции, которые ведут себя по-разному в Си и C++
Существует несколько синтаксических конструкций, которые допустимы как в Си, так и в C++, но дают разные результаты в этих языках.
Символьные литералы, такие как 'a', имеют тип int в C и тип char в C++, это означает, что sizeof 'a' обычно даёт разные результаты на двух языках: в C++ это будет 1, в то время как в C это будет sizeof(int). Как ещё одно следствие этого различия в типах, в C 'a' всегда будет выражением со знаком, независимо от того, является char знаковым или беззнаковым, тогда как для C++ это зависит от реализации компилятора (англ. implementation specific).
C++ использует внутреннюю компоновку const-переменных в области пространства имён, если только они явно не объявлены как extern, в отличие от Си, в котором extern является вариантом по умолчанию для всех сущностей, имеющих область видимости — файл (англ. file-scoped entities). Заметим, что на практике это не приводит к скрытым семантическим изменениям между идентичным кодом Си и C++, но вместо этого приведёт к ошибке компиляции или компоновки.
В Си использование встроенных функций требует, чтобы объявление прототипа функции с использованием ключевого слова extern было вручную добавлено ровно в одну единицу трансляции, чтобы гарантировать, что не-inline версия скомпонована, тогда как C++ обрабатывает это автоматически. Если точнее, Си различает два вида определений встроенных функций: обычные внешние определения (где явно используется extern) и встроенные определения. C++, с другой стороны, предоставляет только встроенные определения для встроенных функций. В Си встроенное определение аналогично внутреннему (то есть статическому) определению в том смысле, что оно может сосуществовать в одной и той же программе с одним внешним определением и любым количеством внутренних и встроенных определений одной и той же функции в других единицах трансляции, все из которых могут различаться. Это не то же самое, что компоновка функции, но не полностью независимое понятие. Компиляторам C предоставляется свобода выбора между использованием встроенных и внешних определений одной и той же функции, когда оба они доступны. C++, однако, требует, чтобы если функция с внешней компоновкой объявлена как inline в любой единице трансляции, то она должна также была объявлена (и, следовательно, также определена) в каждой единице трансляции, где используется, и чтобы все определения этой функции были идентичны по правилу одного определения. Обратите внимание, что статические встроенные функции ведут себя одинаково в Си и C++.
И C99, и C++ имеют логический тип bool с константами true и false, но они определены по-разному. В C++ bool — это встроенный тип и зарезервированное ключевое слово. В C99 новое ключевое слово _Bool вводится как новый логический тип. Заголовок stdbool.h содержит макросы bool, true и false, которые определены как _Bool, 1 и 0, соответственно. Следовательно, true и false имеют тип int в C.
Некоторые другие различия из предыдущего раздела также могут быть использованы для создания кода, который компилируется на обоих языках, но ведёт себя по-разному. Например, следующая функция будет возвращать разные значения в C и C++:
```
extern
 
int
 
T
;

int
 
size
(
void
)

{

    
struct
 
T
 
{
  
int
 
i
;
  
int
 
j
;
  
};

    
return
 
sizeof
(
T
);

    
/* C:   вернёт sizeof(int)

     * C++: вернёт sizeof(struct T)

     */

}

```

Это связано с тем, что Си требует наличия struct перед тегами структуры (и поэтому sizeof(T) ссылается на переменную), но C++ позволяет его опустить (и поэтому sizeof(T) ссылается на неявный typedef). Результат различается, когда объявление extern помещается внутрь функции: тогда наличие идентификатора с тем же именем в области видимости функции препятствует вступлению в силу неявного typedef для C++, и результат для Си и C++ будет одинаковым. Двусмысленность в примере связана с использованием круглых скобок у оператора sizeof. При использовании sizeof T ожидалось бы, что T будет выражением, а не типом, и, следовательно, пример не будет компилироваться на C++.

## Связывание кода Си и C++
В то время как Си и C++ поддерживают высокую степень совместимости исходных текстов, объектные файлы, создаваемые их компиляторами, могут иметь важные различия, которые проявляются при смешивании кода Си и C++.
Компиляторы Си не выполняют name mangling символов, как это делают компиляторы C++.
В зависимости от компилятора и архитектуры соглашения о вызовах могут различаться между языками.
Чтобы код на C++ вызывал функцию на Си foo(), код на C++ должен создавать прототип foo() с помощью extern "C". Аналогично, чтобы код на C вызывал функцию на C++ bar(), код C++ для bar() должен быть объявлен с extern "C".
Обычная практика в заголовочных файлах для поддержания совместимости как с Си, так и C++ — добавлять в них объявление с extern "C" для всей области видимости заголовка:
```
/* Заголовочный файл foo.h */

# ifdef __cplusplus 
/* Если это компилятор C++, использовать компоновку, как в C */

extern
 
"C"
 
{

# endif

/* У этих функций компоновка, как в языке C */

void
 
foo
();

struct
 
bar
 
{
 
/* ... */
 
};

# ifdef __cplusplus 
/* Если это компилятор C++, завершите использование компоновки, как в C */

}

# endif

```

Различия между соглашениями о компоновке и вызовах Си и C++ также могут иметь некие последствия для кода, использующего указатели на функции. Некоторые компиляторы дадут нерабочий код, если указатель на функцию, объявленный как extern "C", указывает на функцию из C++, которая не объявлена как extern "C".
Например, следующий код:
```
void
 
my_function
();

extern
 
"C"
 
void
 
foo
(
void
 
(
*
fn_ptr
)(
void
));

void
 
bar
()

{

   
foo
(
my_function
);

}

```

Компилятор C++ от Sun Microsystems выдаёт следующее предупреждение:
```
 
$
 
CC
 
-
c
 
test
.
cc

 
"test.cc"
,
 
line
 
6
:
 
Warning
 
(
Anachronism
)
:
 
Formal
 
argument
 
fn_ptr
 
of
 
type

 
extern
 
"C"
 
void
(
*
)()
 
in
 
call
 
to
 
foo
(
extern
 
"C"
 
void
(
*
)())
 
is
 
being
 
passed

 
void
(
*
)().

```

Это связано с тем, что my_function() не объявляется с помощью соглашений о компоновке и вызове языка Си, но передаётся C-функции foo().